# Achariaceae
Achariaceae Harms, 1897 è una famiglia di piante angiosperme dell'ordine Malpighiales, distribuite in tutte le aree tropicali.

## Descrizione

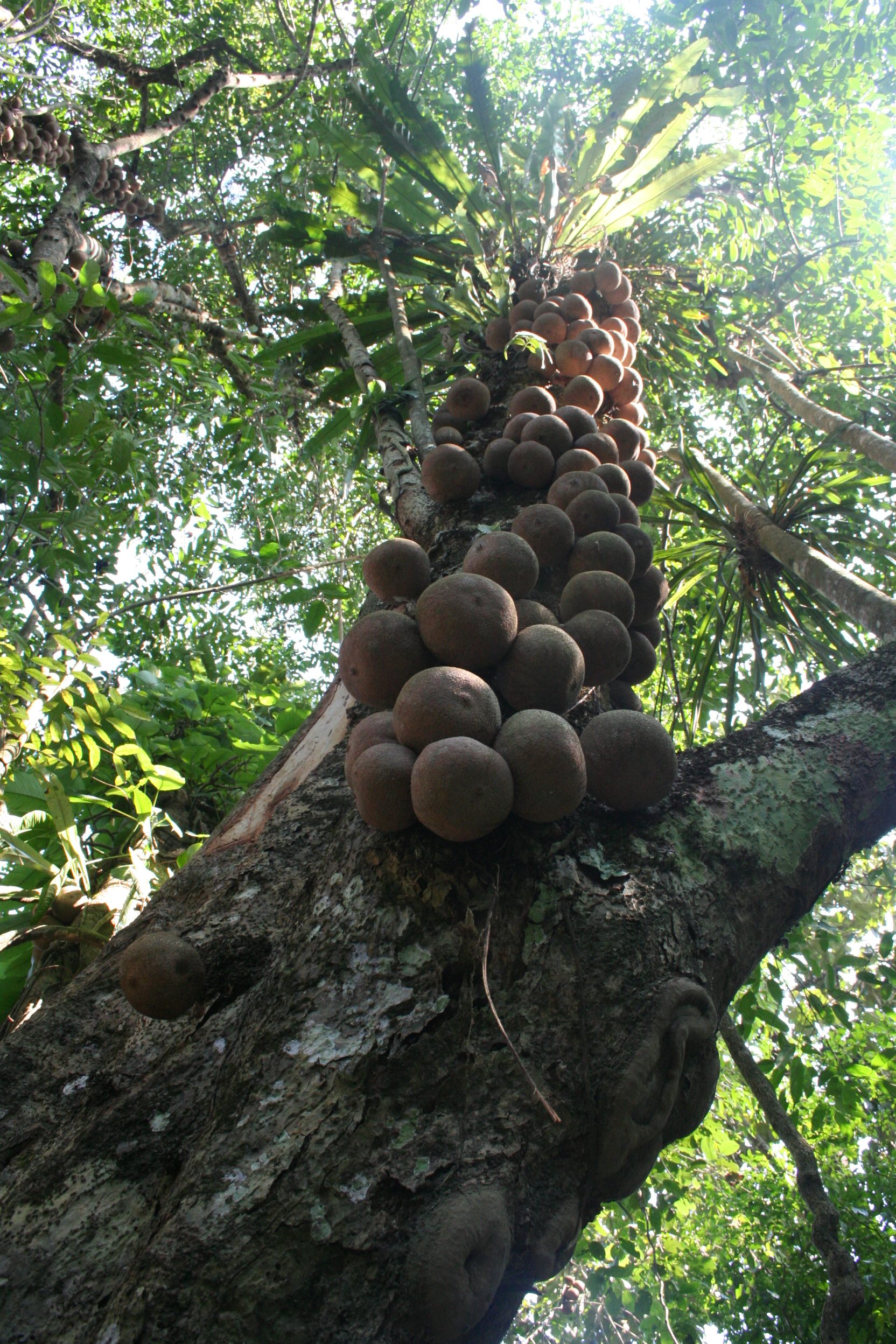
Gynocardia odorata, un albero sempreverde dell'Asia Meridionale, in precedenza assegnato alla famiglia Flacourtiaceae ed ora incluso nella famiglia Achariaceae.

La caratteristica principale delle piante della famiglia Achariaceae è il fiore, in cui le parti non sono verticillate, bensì disposte a spirale, o, nel caso in cui siano verticillate, ci sono più petali che sepali. Inoltre, i petali presentano sulla superficie interna della base una scaglia. 
Gli stami sono spesso numerosi. I semi sono caratteristici, poiché sulle loro superfici si vedono bene i fasci vascolari.
Dal punto di vista chimico, le Achariaceae si distinguono notevolmente dalle Salicaceae, per il fatto che molte piante delle Achariaceae producono composti cianogenici di tipologia molto caratteristica. Al contrario, per il fatto che producono il glucoside ciclopentenoide cianogenico e la ginocardina, sono strettamente correlate alle Passifloraceae.

## Distribuzione e habitat
Le piante di questa famiglia sono presenti nelle aree tropicali di tutti i continenti.

## Tassonomia
La classificazione APG II ha notevolmente ampliato le dimensioni della famiglia, includendo molti generi, che in precedenza erano assegnati alla famiglia Flacourtiaceae. I dati molecolari supportano in maniera forte l'inclusione di questa famiglia all'ordine Malpighiales.
Lo sviluppo embrionale delle piante di questa famiglia mostra similarità con quelle degli ordini Cucurbitales e Brassicales.
La famiglia Achariaceae include i seguenti generi:
- Acharia Thunb.
- Ahernia Merr.
- Baileyoxylon C.T.White
- Buchnerodendron Gürke
- Caloncoba Gilg
- Camptostylus Gilg
- Carpotroche Endl.
- Ceratiosicyos Nees
- Chiangiodendron Wendt
- Chlorocarpa Alston
- Dasylepis Oliv.
- Eleutherandra Slooten
- Erythrospermum Lam.
- Grandidiera Jaub.
- Guthriea Bolus
- Gynocardia R.Br.
- Hydnocarpus Gaertn.
- Kiggelaria L.
- Kuhlmanniodendron Fiaschi & Groppo
- Lindackeria C.Presl
- Mayna Aubl.
- Pangium Reinw.
- Peterodendron Sleumer
- Poggea Gürke
- Prockiopsis Baill.
- Rawsonia Harv. & Sond.
- Ryparosa Blume
- Scaphocalyx Ridl.
- Scottellia Oliv.
- Trichadenia Thwaites
- Xylotheca Hochst.

## Proprietà e impieghi
Dai semi di Hydnocarpus si estra l'olio di chaulmoogra, che un tempo era un importante medicamento per la cura della lebbra.
Si ritiene che il presunto principio attivo presente nell'olio, l'acido idnocarpico, possieda proprietà antibiotiche.
Anche dai semi di Caloncoba echinata, che cresce nell'Africa centro-occidentale, si estrae un olio, l'olio di gorli, pure utilizzato in passato nel trattamento della lebbra.
Oggi questi olî sono stati sostituiti nella terapia medica dai farmaci sulfonati e altri moderni antibiotici.